# تونی وادینگتون
تونی وادینگتون (انگلیسی: Tony Waddington; ۹ نوامبر ۱۹۲۴ – ۲۱ ژانویهٔ ۱۹۹۴) بازیکن فوتبال اهل بریتانیا بود.
از باشگاه‌هایی که در آن بازی کرده‌است می‌توان به باشگاه فوتبال کرو آلکساندرا اشاره کرد.